# Marcel Héraud
Pour les articles homonymes, voir Héraud.
Marcel Héraud, né le 8 mai 1883 à Cérilly (Allier) et mort le 17 septembre 1960 à Paris, est un homme politique français.

## Biographie

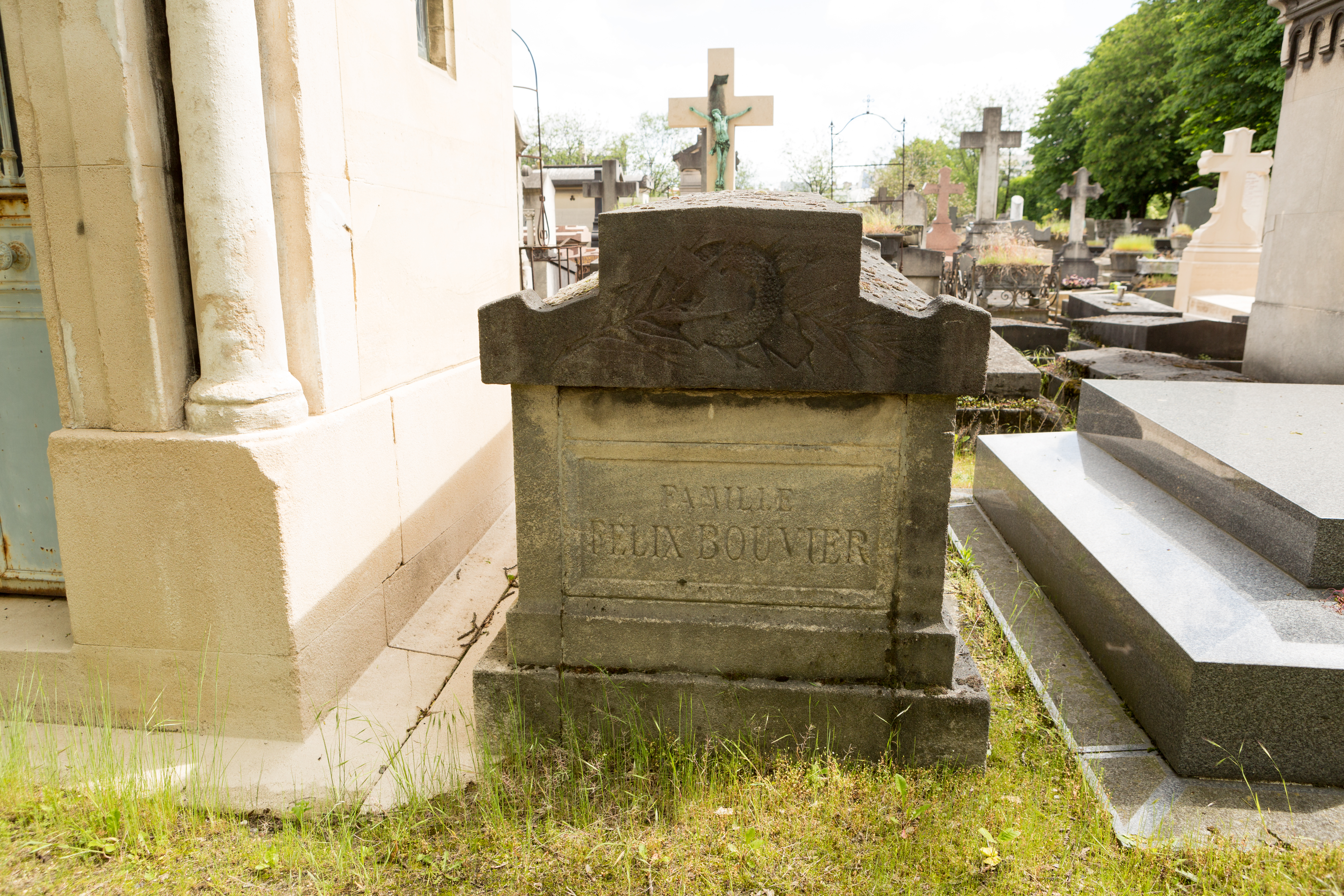
Tombe au cimetière du Père-Lachaise.

- Député ARD de la Seine (75) de 1924 à 1940.
- Sous-secrétaire d'État à la Présidence du Conseil du 3 novembre 1929 au 21 février 1930 et du 2 mars au 13 décembre 1930 dans les gouvernements André Tardieu (1) et (2)
- Ministre de la Santé publique du 21 mars au 5 juin 1940 dans le gouvernement Paul Reynaud.

Il était avocat de profession, inscrit au barreau de Paris. Après la guerre, il reprit cette activité et défendit son compatriote de Cérilly, Jacques Chevalier.
Il est enterré au cimetière du Père-Lachaise (82e division).

## Décoration
- Commandeur de l'ordre de la Santé publique (1940) de droit en tant que ministre de la Santé publique (article 10 du décret du 18 février 1938)[2].

## Sources
- « Marcel Héraud », dans le Dictionnaire des parlementaires français (1889-1940), sous la direction de Jean Jolly, PUF, 1960 [détail de l’édition]